# Lipka (województwo mazowieckie)
Lipka – wieś w Polsce położona w województwie mazowieckim, w powiecie wołomińskim, w gminie Klembów. Ma status sołectwa.
Na początku XIX wieku wieś wraz z dworem znajdowała się w powiecie radzymińskim i była własnością rządową. Liczyła wtedy 23 domostwa i 185 mieszkańców.
W latach 1954–1961 wieś należała i była siedzibą władz gromady Lipka, po jej zniesieniu w gromadzie Ostrówek. W latach 1975–1998 miejscowość administracyjnie należała do województwa ostrołęckiego.
W czasie II wojny światowej, w 1944 r., w Lipce ukrywała się prof. Hanna Hirszfeldowa. 
Wierni Kościoła rzymskokatolickiego należą do parafii Najświętszej Maryi Panny Matki Kościoła w Ostrówku.